# Utopia (albedo)
Utopia és una característica d'albedo a la superfície de Mart, localitzada amb el sistema de coordenades planetocèntriques a 49.67 ° latitud N i 110 ° longitud E. El nom va ser aprovat per la UAI l'any 1958 i fa referència a Thot, el missatger dels déus en la mitologia egípcia.